# Mistrzostwa Oceanii w koszykówce mężczyzn
Mistrzostwa Oceanii w koszykówce mężczyzn (oficjalna nazwa: FIBA Oceania Championship) – międzynarodowe rozgrywki koszykarskie z udziałem reprezentacji narodowych kontynentu Australii i Oceanii, odbywające się pod patronatem FIBA Azja i FIBA Oceania. Od 2015, pełniły również rolę kwalifikacji do mistrzostw świata oraz igrzysk olimpijskich.
Kiedy do rywalizacji przystępowały tylko reprezentacje Australii i Nowej Zelandii, turniej był zazwyczaj rozgrywany do trzech zwycięstw. W przypadku, kiedy do turnieju przystępowały kadry narodowe innych krajów, najpierw rozgrywano rundę wstępną, a w następnej przegrany opuszczał rozgrywki. W 2009 Oceania Basketball Federation zmieniła ten format do rywalizacji, do dwóch zwycięstw, na własnym terenie i wyjazdowego między dwoma krajami.
W 2017 rozgrywki zostały zlikwidowane, a zespoły w nich uczestniczące rozpoczęły rywalizację w Pucharze Azji FIBA (FIBA Asia Cup). Turniej azjatycki będzie rozgrywany co cztery lata, po raz kolejny w 2021.

## Medaliści mistrzostw Oceanii
Wyniki znajdujące się w niebieskich polach oznaczają kwalifikacje do igrzysk olimpijskich, te w białych natomiast do mistrzostw świata.
| Rok  | Gospodarz                            | Seria kwalifikacyjna | Seria kwalifikacyjna | Seria kwalifikacyjna                  | Seria kwalifikacyjna                  | Seria kwalifikacyjna | Brąz                         |
| Rok  | Gospodarz                            | Złoto                | Mecz 1               | Mecz 2                                | Mecz 3                                | Srebro               | Brąz                         |
| ---- | ------------------------------------ | -------------------- | -------------------- | ------------------------------------- | ------------------------------------- | -------------------- | ---------------------------- |
| 1971 | (Auckland, Rotorua, Christchurch)    | Australia            | 91–56                | 107–58                                | 117–72                                | Nowa Zelandia        | Trzeci zespół nie występował |
| 1975 | (Melbourne, Hobart, Launceston)      | Australia            | 83–57                | 87–67                                 | 101–63                                | Nowa Zelandia        | Trzeci zespół nie występował |
| 1978 | (Auckland, Lower Hutt, Christchurch) | Australia            | 93–71                | 65–67                                 | 76–69                                 | Nowa Zelandia        | Trzeci zespół nie występował |
| 1979 | (Melbourne i Sydney)                 | Australia            | 65–41                | 62–53                                 | 115–73                                | Nowa Zelandia        | Trzeci zespół nie występował |
| 1981 | Nowa Zelandia                        | Australia            | 78–55                | 80–71                                 | bd                                    | Nowa Zelandia        | Trzeci zespół nie występował |
| 1983 | (Whangarei)                          | Australia            | 89–52                | 87–76                                 | bd                                    | Nowa Zelandia        | Trzeci zespół nie występował |
| 1985 | (Sydney i Newcastle)                 | Australia            | 92–66                | 96–75                                 | 98–62                                 | Nowa Zelandia        | Trzeci zespół nie występował |
| 1987 | (Timaru i Christchurch)              | Australia            | 115–59               | Jedno spotkanie playoff o mistrzostwo | Jedno spotkanie playoff o mistrzostwo | Nowa Zelandia        | Polinezja Francuska          |
| 1989 | (Sydney)                             | Australia            | 91–54                | 106–55                                | bd                                    | Nowa Zelandia        | Trzeci zespół nie występował |
| 1991 | Nowa Zelandia                        | Australia            | 96–79                | 74–57                                 | bd                                    | Nowa Zelandia        | Trzeci zespół nie występował |
| 1993 | (Auckland)                           | Australia            | 86–78                | Jedno spotkanie playoff o mistrzostwo | Jedno spotkanie playoff o mistrzostwo | Nowa Zelandia        | Samoa                        |
| 1995 | (Sydney)                             | Australia            | 102–62               | Jedno spotkanie playoff o mistrzostwo | Jedno spotkanie playoff o mistrzostwo | Nowa Zelandia        | Samoa Amerykańskie           |
| 1997 | (Palmerston North i Wellington)      | Australia            | 85–67                | Jedno spotkanie playoff o mistrzostwo | Jedno spotkanie playoff o mistrzostwo | Nowa Zelandia        | Nowa Kaledonia               |
| 1999 | (Auckland)                           | Nowa Zelandia        | 125–43               | Jedno spotkanie playoff o mistrzostwo | Jedno spotkanie playoff o mistrzostwo | Guam                 | Trzeci zespół nie występował |
| 2001 | (Wellington, Hamilton, Auckland)     | Nowa Zelandia        | 85–78                | 79–81 OT                              | 89–78                                 | Australia            | Trzeci zespół nie występował |
| 2003 | (Bendigo, Geelong, Melbourne)        | Australia            | 79–66                | 90–76                                 | 84–75                                 | Nowa Zelandia        | Trzeci zespół nie występował |
| 2005 | (Auckland, Manukau, Dunedin)         | Australia            | 82–69                | 82–71                                 | 91–80                                 | Nowa Zelandia        | Trzeci zespół nie występował |
| 2007 | (Brisbane, Sydney, Melbourne)        | Australia            | 79–67                | 93–67                                 | 58–67                                 | Nowa Zelandia        | Trzeci zespół nie występował |
| 2009 | (Sydney) (Wellington)                | Nowa Zelandia        | 77–84                | 100–78                                | Dwumecz                               | Australia            | Trzeci zespół nie występował |
| 2011 | (Melbourne, Brisbane, Sydney)        | Australia            | 91–78                | 81–64                                 | 92–68                                 | Nowa Zelandia        | Trzeci zespół nie występował |
| 2013 | (Auckland) (Canberra)                | Australia            | 70–59                | 76–63                                 | Dwumecz                               | Nowa Zelandia        | Trzeci zespół nie występował |
| 2015 | (Melbourne) (Wellington)             | Australia            | 71–59                | 89–79                                 | Dwumecz                               | Nowa Zelandia        | Trzeci zespół nie występował |

OT – dogrywka

## Klasyfikacja medalowa

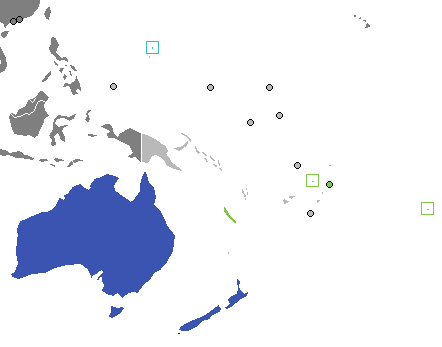
Mapa najlepszych występów poszczególnych zespołów

| Miejsce | Kraj               | Złoto | Srebro | Brąz | Razem |
| 1       | Australia          | 19    | 2      | 0    | 21    |
| 2       | Nowa Zelandia      | 3     | 19     | 0    | 22    |
| 3       | Guam               | 0     | 1      | 0    | 1     |
| 4       | Samoa Amerykańskie | 0     | 0      | 1    | 1     |
| 5       | Nowa Kaledonia     | 0     | 0      | 1    | 1     |
| 6       | Samoa              | 0     | 0      | 1    | 1     |
| 7       | Tahiti             | 0     | 0      | 1    | 1     |
| Razem   | Razem              | 22    | 22     | 4    | 28    |

## FIBA Oceania Basketball Tournament
W 1997 koszykówka została włączona do konkurencji Igrzysk Pacyfiku, wtedy nie rozgrywano mistrzostw Oceanii. Mini Igrzyska Południowego Pacyfiku rozgrywano co cztery lata. Brały w nich udział drużyny z wysp, które rywalizowały ze sobą w ramach turnieju w latach między Igrzyskami Pacyfiku. Turniej został zorganizowany z myślą o krajach z ograniczoną infrastrukturą sportową, jednak rozwijającym się tam sportem, w tym koszykówką. Normalnie FIBA Oceania organizuje turniej Oceanii w podobnym okresie, aby przeprowadzić zawody dla wszystkich krajów. W rezultacie, w 1997 nie wystąpiły drużyny Australii i Nowej Zelandii.
Turnieju Oceania Basketball nie odbył się w 2005 z powodu Mini Igrzysk, które odbyły się wtedy Palau.
| Rok  | Gospodarz           | Mecz o złoto       | Mecz o złoto | Mecz o złoto       | Mecz o brąz         | Mecz o brąz | Mecz o brąz       |
| Rok  | Gospodarz           | Złoto              | Wynik        | Srebro             | Brąz                | Wynik       | 4. miejsce        |
| ---- | ------------------- | ------------------ | ------------ | ------------------ | ------------------- | ----------- | ----------------- |
| 1981 | Fidżi               | Australia          | 82–79        | Guam               | Samoa Amerykańskie  | 122–74      | Fidżi             |
| 1985 | Fidżi               | Australia          | 117–111      | Samoa Amerykańskie | Fidżi               | 88–73       | Nowa Zelandia     |
| 1989 | Polinezja Francuska | Australia          | 86–68        | Nowa Zelandia      | Polinezja Francuska | 83–74       | Fidżi             |
| 1993 | Samoa               | Samoa              | 93–90        | Tonga              | Australia           | 140–59      | Fidżi             |
| 1997 | (Pago Pago)         | Samoa Amerykańskie | 78–76        | Guam               | Tahiti              | 68–60       | Fidżi             |
| 2001 | (Suva)              | Nowa Kaledonia     | 81–80        | Fidżi              | Australia           | 97–66       | Nowa Zelandia     |
| 2005 | (Koror)             | Nowa Kaledonia     | 69–57        | Guam               | Fidżi               | 85–41       | Papua-Nowa Gwinea |
| 2009 | (Saipan)            | Australia          | 62–44        | Nowa Kaledonia     | Guam                | 70–55       | Nowa Zelandia     |
| 2013 | (Porirua)           |                    |              |                    |                     |             |                   |

## Klasyfikacja medalowa
| Miejsce | Kraj               | Złoto | Srebro | Brąz | Razem |
| 1       | Australia          | 4     | 0      | 2    | 6     |
| 2       | Nowa Kaledonia     | 2     | 1      | 0    | 3     |
| 3       | Samoa Amerykańskie | 1     | 1      | 1    | 3     |
| 4       | Samoa              | 1     | 0      | 0    | 1     |
| 5       | Guam               | 0     | 3      | 1    | 4     |
| 6       | Fidżi              | 0     | 1      | 2    | 3     |
| 7       | Nowa Zelandia      | 0     | 1      | 0    | 1     |
| 7       | Tonga              | 0     | 1      | 0    | 1     |
| 7       | Tahiti             | 0     | 0      | 2    | 2     |
| Razem   | Razem              | 8     | 8      | 8    | 24    |